# 이시원 (1790년)
이시원 (李是遠, 1790-1866)은 조선후기 이조판서, 예문관제학, 정헌대부 등을 역임한 문신이다.
자는 자직(子直), 호는 사기(沙磯), 시호는 충정(忠貞), 본관은 전주(全州), 영의정 수현(壽賢)의 현손. 1815년(순조 15) 정시(庭試)문과에 장원 급제, 성균관 전적(典籍)ㆍ사간원 정언(正言)ㆍ태천현감(泰川縣監)을 지내고 1826년(순조 26) 교리(校理), 다음해 사성(司成)ㆍ장령(掌令)을 지냈다. 1850년(철종 1) 개성부유수(開城府留守), 이어 호군(護軍)ㆍ도총관(都摠管)을 거쳐 1856년(철종 7) 함경도관찰사가 되었다. 1865년(고종 2) 이조판서ㆍ홍문관 제학(提學)ㆍ예문관 제학ㆍ동지성균관사(同知成均館事)를 역임, 1866년(고종 3) 9월 향리 양화진(楊花津:강화의 고호古號)에서 병인양요를 만나 성이 함락되고 프랑스 병정들이 쏟아져 들어와도 관원들은 모두 달아나고 대적할 방도가 없으므로, 울분을 참지 못해 약을 먹고 자결했다. 죽은 뒤 영의정에 추증되었다. 저서에 『정주도회과작(定州都會科作)』이 있다.